# Gimmelwald
Gimmelwald är en ort i kommunen Lauterbrunnen i kantonen Bern, Schweiz.